# هنريك كلينغينبيرغ
هنريك كلينغينبيرغ (بالفنلندية: Henrik Klingenberg)‏ هو موسيقي ودي جيه فنلندي، ولد في 21 أكتوبر 1978 في ماريهامن في فنلندا.

## وصلات خارجية
- هنريك كلينغينبيرغ على موقع IMDb (الإنجليزية)
- هنريك كلينغينبيرغ على موقع ميوزك برينز (الإنجليزية)
- هنريك كلينغينبيرغ على موقع أول ميوزيك (الإنجليزية)
- هنريك كلينغينبيرغ على موقع ديسكوغز (الإنجليزية)
- هنريك كلينغينبيرغ على موقع قاعدة بيانات الفيلم (الإنجليزية)